# Wolfen (ville)
Pour les articles homonymes, voir Wolfen.
Wolfen est une ville Allemande située dans l'arrondissement d'Anhalt-Bitterfeld, dans le Land de Saxe-Anhalt. Depuis le 1er juillet 2007, elle fait partie de la ville de Bitterfeld-Wolfen.
Elle se trouve environ à 6 km au nord-ouest de Bitterfeld et à 20 km au sud de Dessau-Roßlau.

## Un nom lié à l'histoire de la photographie: Agfa, puis ORWO
La ville a basé son économie sur l'industrie chimique, principalement via la Filmfabrik Wolfen, un complexe industriel établi par Agfa en 1909 pour produire du matériel photographique. C'est d'ailleurs à Wolfen qu'a été fabriqué à partir de 1936 le premier film photographique couleur produit massivement et utilisable facilement par les non-professionnels, l'Agfacolor.

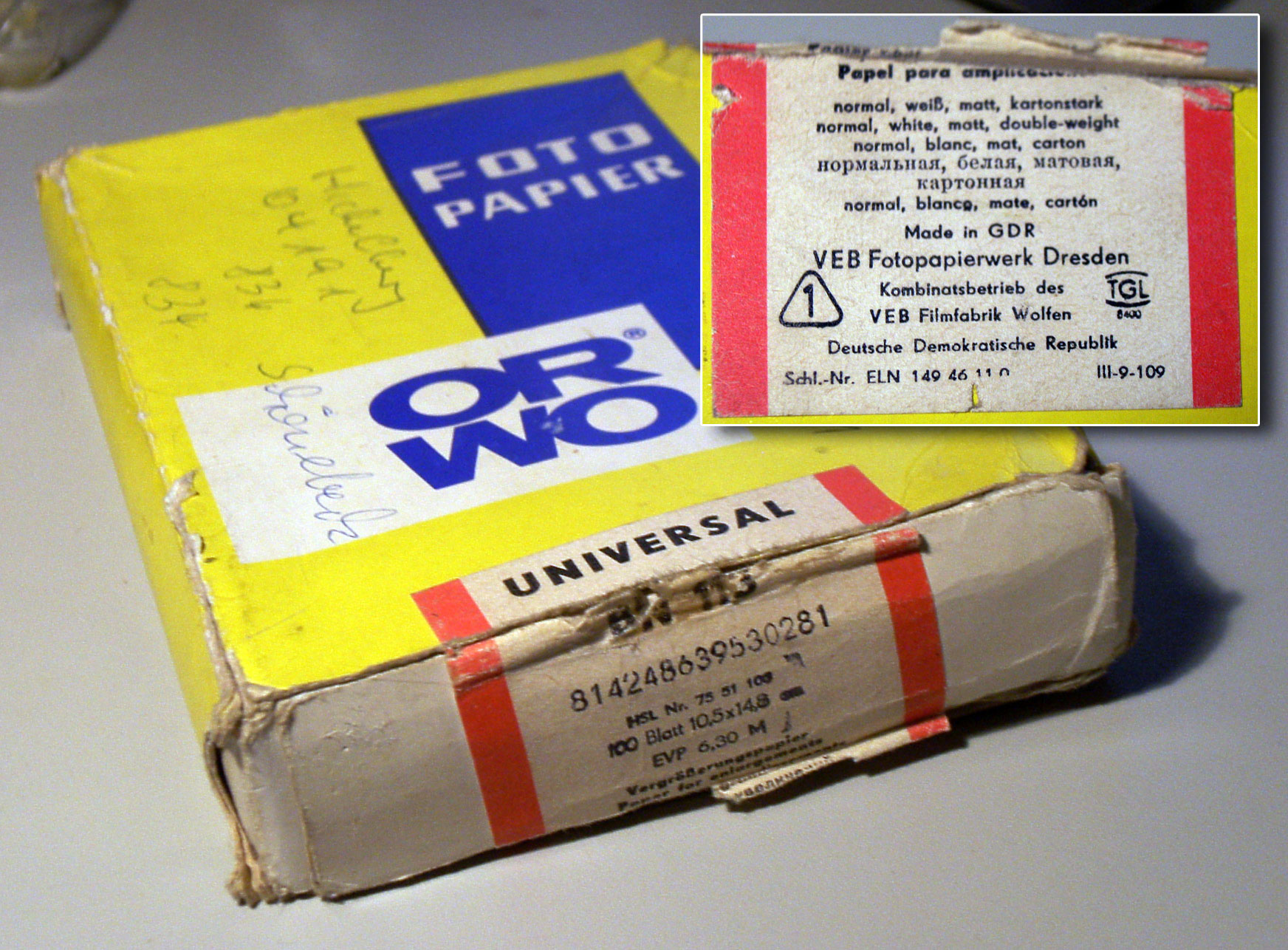
Papier photographique ORWO.

Après la Seconde Guerre mondiale, l'usine de Wolfen est démontée au titre des réparations et une partie de ses équipements est transférée en 1946 à Chostka (en Ukraine), pour constituer l'Usine de pellicule couleurs no 1 de l'URSS. Conséquence de la partition de l'Allemagne, Agfa est partagée en deux entreprises distinctes. Pendant vingt ans, ces deux entreprises ont partagé la marque « Agfa » (« Agfa Wolfen » contre « Agfa AG », à Leverkusen).
Mais en 1964 cette marque a été définitivement attribuée à Agfa AG, tandis que l'usine de Wolfen a continué son activité sous le nom ORWO (ORiginal WOlfen). ORWO était ainsi l'un des principaux fournisseurs de matériel photosensible (photographie et cinéma) dans le bloc soviétique.

## Reconversion difficile
Dans les années de la RDA, Wolfen est devenu le lieu d'habitation de nombreuses personnes travaillant dans les industries de Bitterfeld.
Depuis la réunification allemande, la région a profondément souffert du manque d'investissements, de désindustrialisation et de dépopulation ; le chômage est ainsi un problème grave.
À la suite d'une tentative ratée de privatisation (ORWO n'a pas été repris par Agfa, contrairement à d'autres firmes similaires comme Carl Zeiss reprenant Carl Zeiss Jena), ORWO a fermé en 1994. Depuis, les bâtiments du complexe ont été pour la plupart rasés, les autres reconvertis ou abandonnés.
Pour ces raisons, la population a diminué d'environ 42 pour cent depuis 1990, passant de 43 900 à 25 000 habitants en 2005.
Un musée (Industrie- und Filmmuseum Wolfen) occupe aujourd'hui un des anciens bâtiments d'ORWO et explique le fonctionnement d'une usine de production de matériel photographique argentique. Le bâtiment administratif de l’ancienne Filmfabrik est transformé en hôtel de ville pour la commune unifiée de Bitterfeld-Wolfen.

## Personnalités nées à Wolfen
- Wolfgang Haubold (né en 1937), chimiste et président d’université
- Heinz Zander (né en 1939), artiste et écrivain
- Lioba Winterhalder (1945–2012), costumière et scénographe
- Wolfgang Böhme (né en 1949), joueur de handball
- Paul Werner Wagner (né en 1948), universitaire littéraire
- Petra Wust (née en 1952), ingénieur économiste diplômée, maire de Wolfen et Bitterfeld-Wolfen
- Frank Lienert-Mondanelli (né en 1955), acteur et metteur en scène
- Michael Stein (né en 1956), chanteur pop
- Roger Pyttel (né en 1957), nageur
- Ute Steindorf (née en 1957), rameuse d’aviron
- Bernhard Hoff (né en 1959), coureur olympique
- Ulf Langheinrich (né en 1960), artiste visuel et compositeur
- Manfred Wilde (né en 1962), historien et maire de Delitzsch
- Thomas Konietzco (né en 1963), président de la Fédération allemande de Canoe
- Axel Andrae (né en 1965), bassoniste
- Ralph Bock (né en 1967), biologiste moléculaire
- Iris Junik (1968–2009), actrice
- René Tretschok (né en 1968), joueur de football et entraineur (Hallescher FC, Borussia Dortmund, Hertha BSC, FC Grün-Weiß Wolfen)
- Katrin Huß (née en 1969), journaliste et présentatrice TV
- Karen Forkel (née en 1970), lanceuse de javelot
- Doreen Nixdorf (née en 1972), actrice
- Hendrik Otto (né en 1974), cuisinier (2 étoiles Michelin)
- Denise Zich (née en 1975), actrice, mannequin et chanteuse
- Raik Dalgas (né en 1976), artiste
- Julia Schmidt (née en 1976), peintre
- Christian Gille (né en 1976), canoéiste
- Ondrej Drescher (né en 1977), peintre
- Gabriel Machemer (né en 1977), écrivain et artiste
- Yvonne Schuring (né en 1978), canoéiste
- André Rößler (né en 1978), acteur et metteur en scène
- Gregor Kiedorf (né en 1985), ingénieur et sauveteur
- Marinus Schöberl (1985–2002), victime de violences d’extrème droite
- Daniel Roi (né en 1987), politicien, membre du Parlement régional de la Saxe-Anhalt depuis 2016
- Oliver Hampel (né en 1985), joueur de football
- Franziska Hentke (née en 1989), nageuse
- Robin Sowa (né en 1999), joueur de volleyball et de beach volley